# Terrasse Dufferin
 (novembre 2023).
Si vous disposez d'ouvrages ou d'articles de référence ou si vous connaissez des sites web de qualité traitant du thème abordé ici, merci de compléter l'article en donnant les références utiles à sa vérifiabilité et en les liant à la section « Notes et références ».
La terrasse Dufferin est un belvédère situé dans la haute ville de Québec attenant au Château Frontenac au pied de la Citadelle.
Édifiée en 1838 et agrandie en 1854 et en 1879, elle se compose d’une longue promenade en bois au-dessus du cap Diamant dans l'arrondissement historique du Vieux-Québec, dominant le fleuve Saint-Laurent, la Rive-Sud et l'Île d’Orléans. Cette terrasse protège le site archéologique du château Saint-Louis.
À proximité, quelques canons rappellent la position stratégique du lieu où l'on trouvait des batteries.
De la terrasse de Lévis, on peut l'observer sur toute sa longueur.

## Toponymie
Le nom rend hommage à Lord Dufferin qui fut gouverneur du Canada de 1872 à 1878. Au cours de son séjour à Québec, alors qu'il habitait la Citadelle de Québec l'été, il conçut des plans pour l'aménagement de la promenade. Lors de sa dernière activité officielle, en octobre 1878, il fut invité à poser la pierre angulaire de la terrasse, alors en rénovation, qui portera son nom.

## Histoire
Une première « terrasse Durham » fut construite sur les décombres du château Saint-Louis en 1838. Elle sera agrandie en 1854. Quand on l'eut agrandie de nouveau en 1878-1879, elle devint la terrasse Dufferin.

## Évènements[3]
Lieu central de la ville de Québec, plusieurs évènements importants dans l'histoire de la ville s'y sont produits :

### Glissade
Jusqu'aux années 1880, la terrasse Dufferin était habituellement peu fréquentée pendant la saison hivernale. Le 12 décembre 1884, les journaux de Québec ont rapporté que monsieur Patrick Fitzgerald, résidant de la rue Champlain à Québec, avait reçu l'autorisation de l'ingénieur municipal et du Comité des chemins, pour installer une glissade sur la terrasse Dufferin, dans le but d'en faire bénéficier le public.
Cette glissoire, mesurant 60 pieds de hauteur, serat positionnée le long du glacis de la citadelle. En échange, Fitzgerald devrait maintenir un chemin et un escalier menant au sommet de la glissoire, tout en s'assurant de ne pas perturber la circulation piétonne.

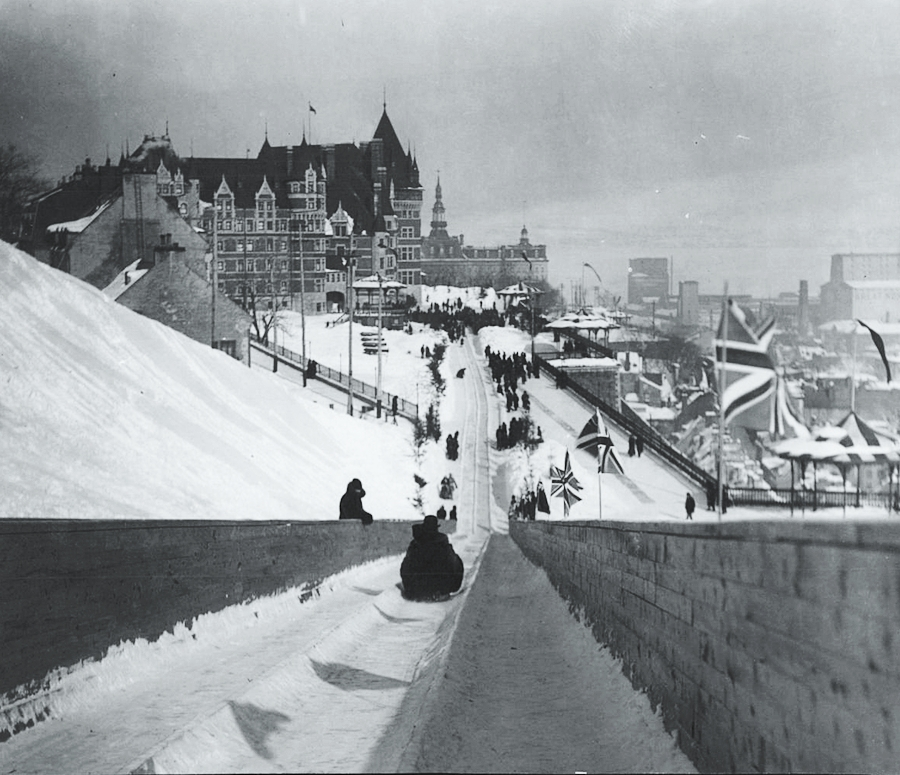
Glissade de la terrasse Dufferin : vue panoramique en plongée du haut.

### Éclairage de la terrasse[5]
Le 29 septembre 1885, l'ingénieur Sigismund Mohr, alors en charge de la Compagnie d’éclairage électrique de Québec et Lévis, parvient à faire une démonstration qui deviendra une première en Amérique du nord : l'électrification de l'éclairage de la Terrasse Dufferin.
En utilisant la nouvelle technologie des arcs électriques, il réussit à éclairer les lampadaires de la terrasse, en acheminant l'énergie hydroélectrique générée par centrale de la chute Montmorency. De plus, il a la capacité de contrôler l'alimentation électrique, la coupant et la rétablissant à volonté.

### Monument Samuel de Champlain
Le 21 septembre 1898, sous la réalisation de la Société Saint-Jean-Baptiste de Québec, la Ville de Québec dévoile le Monument de Samuel de Champlain.

### Festivités
La terrasse a été le lieu de départ de différentes festivités :
- 1908: Fêtes du 300e
- 2008: Festivités du 400e
- Festivités annuelles du 1er juillet (fête du Canada)

## Galerie

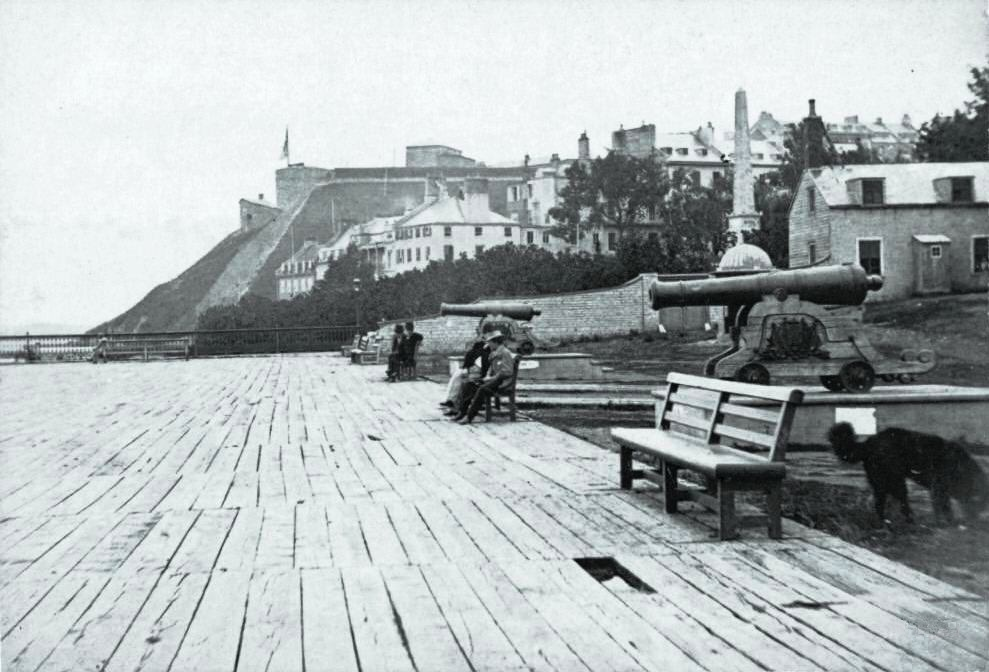
Canons russes sur la terrasse Durham, vers 1860.
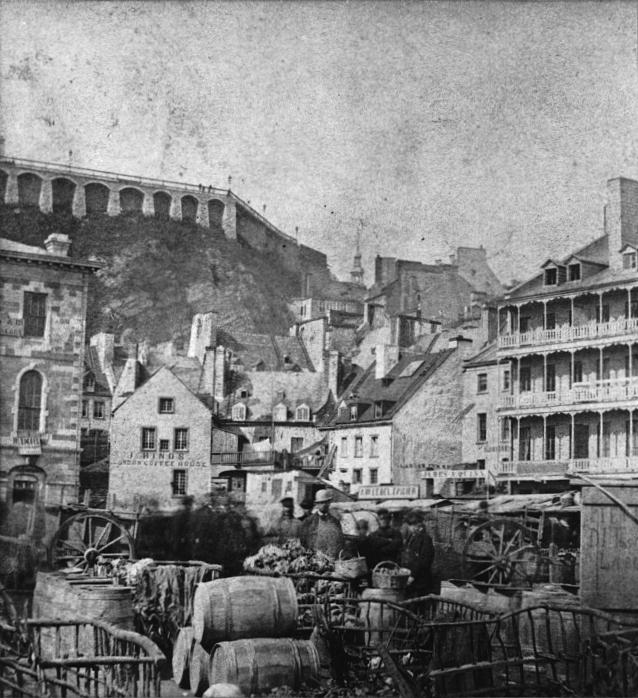
Terrasse Durham, vers 1870.
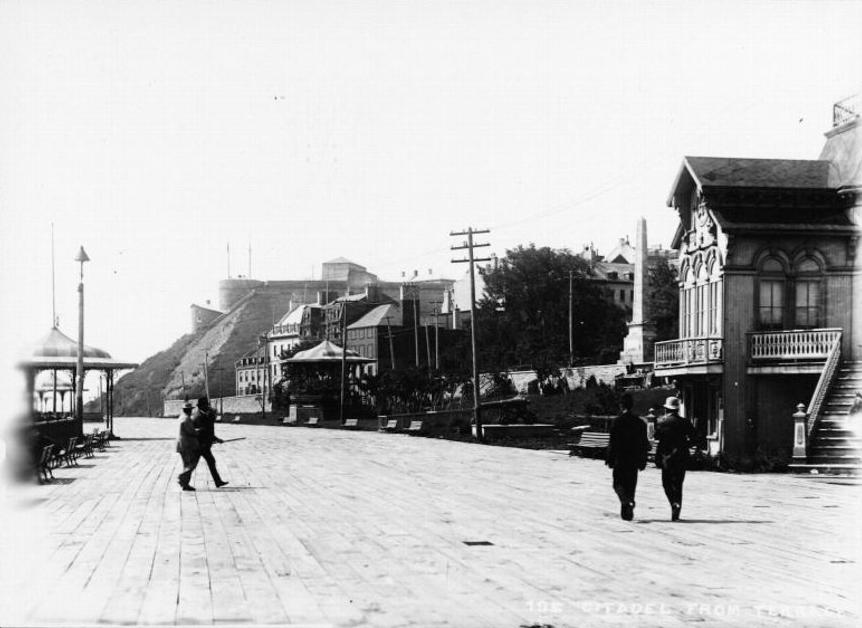
La terrasse Dufferin vers 1890. Au fond : la Citadelle de Québec.
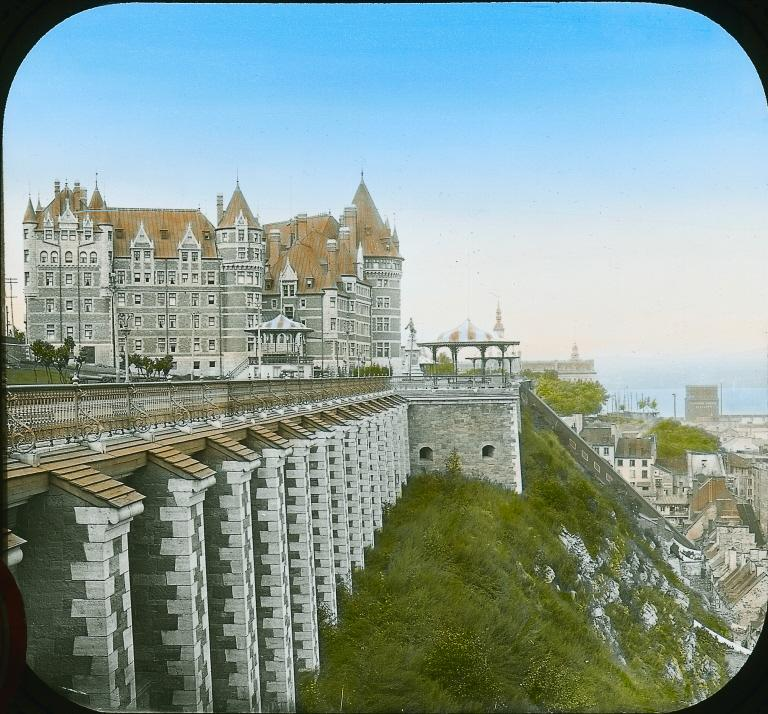
La terrasse Dufferin et le Château Frontenac vers 1895.
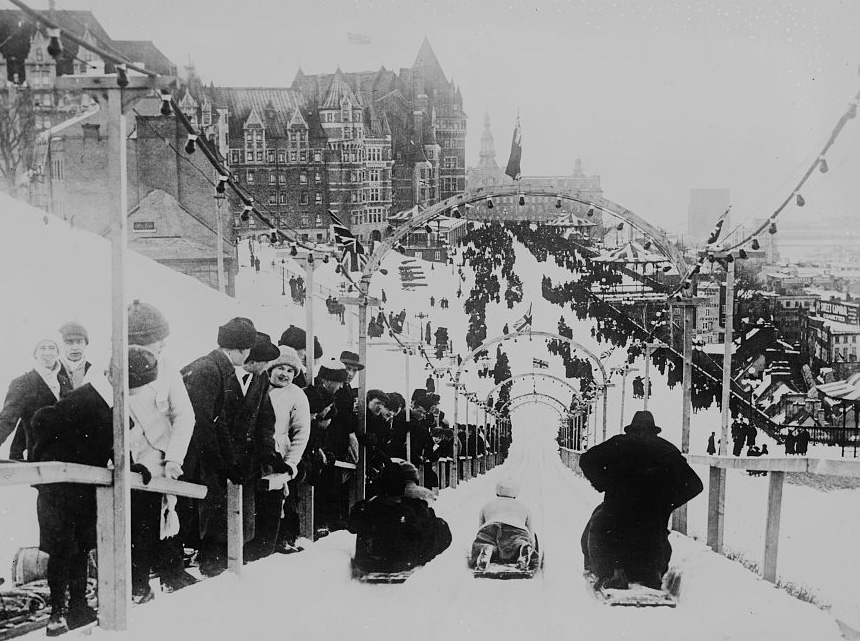
Glissade sur la terrasse Dufferin au début du XXe siècle.
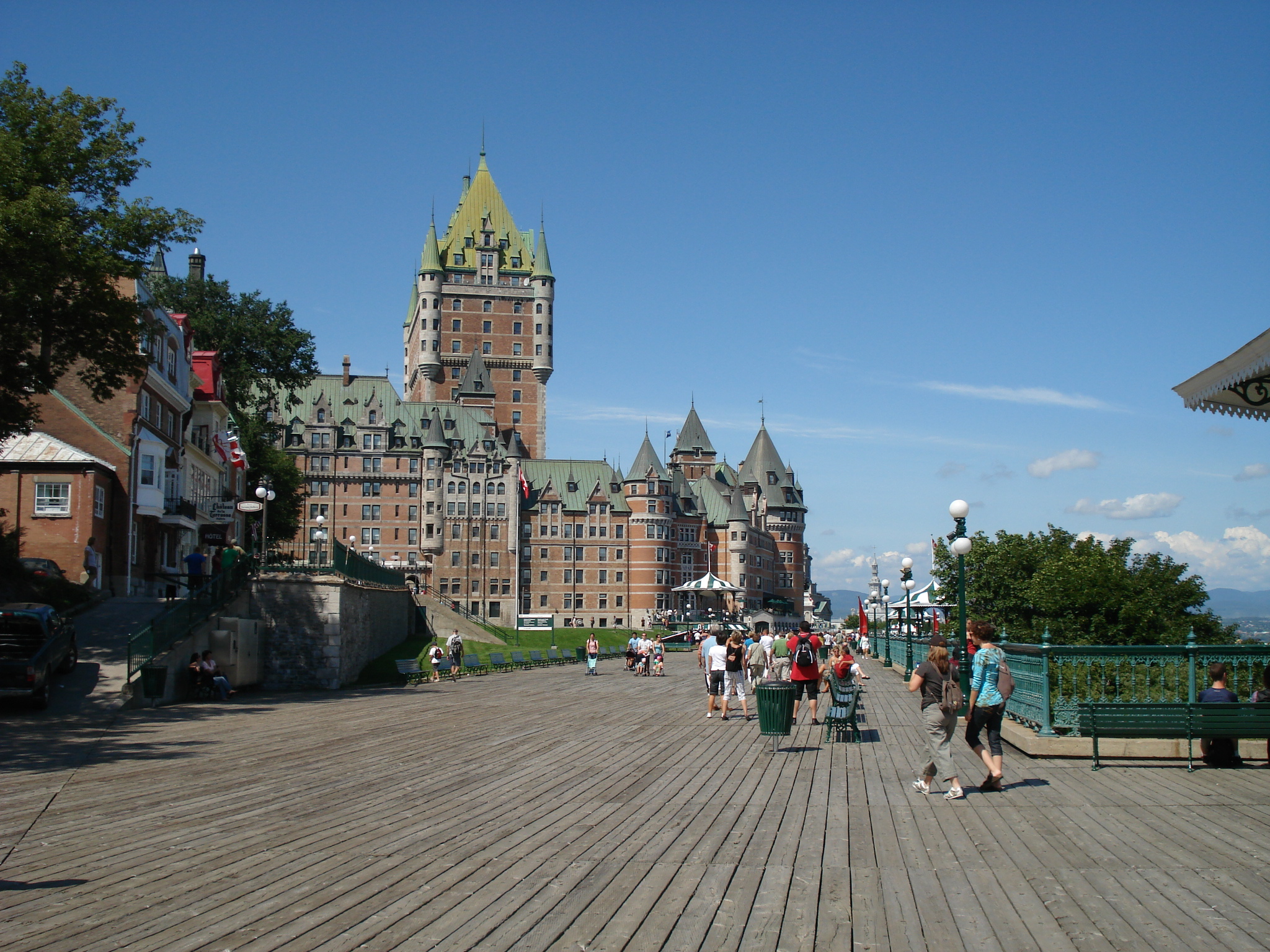
Vue de la terrasse et du Château Frontenac en été.
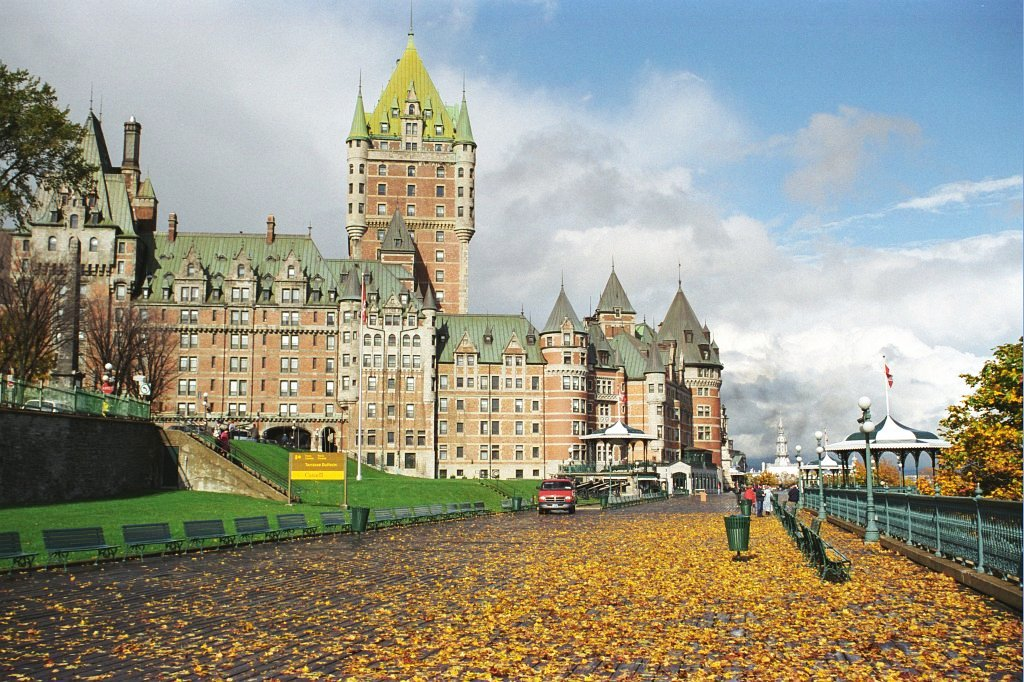
La terrasse Dufferin et le Château Frontenac.
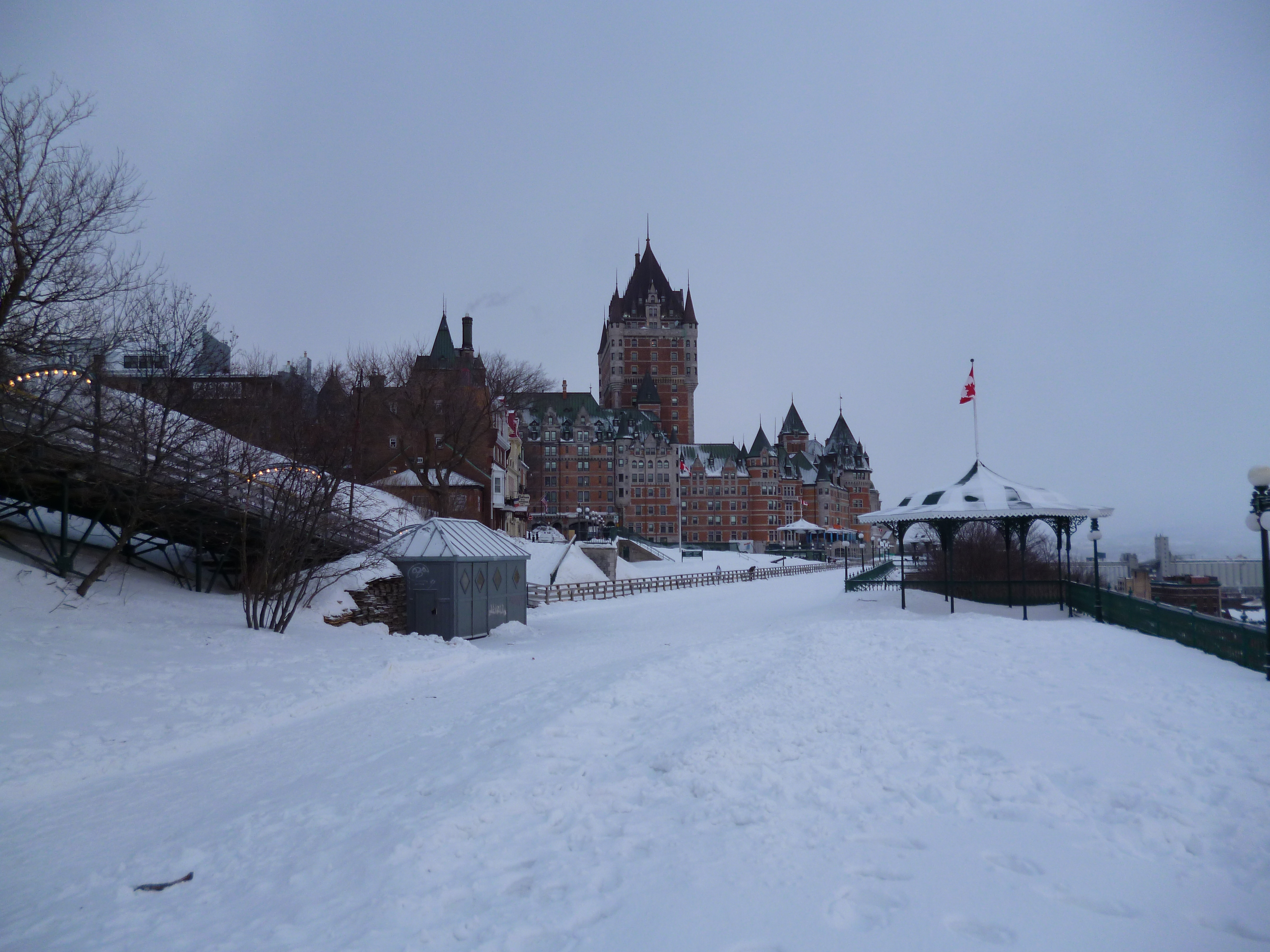
La Terrasse Dufferin sous la neige, en février 2014.

### Liens externes

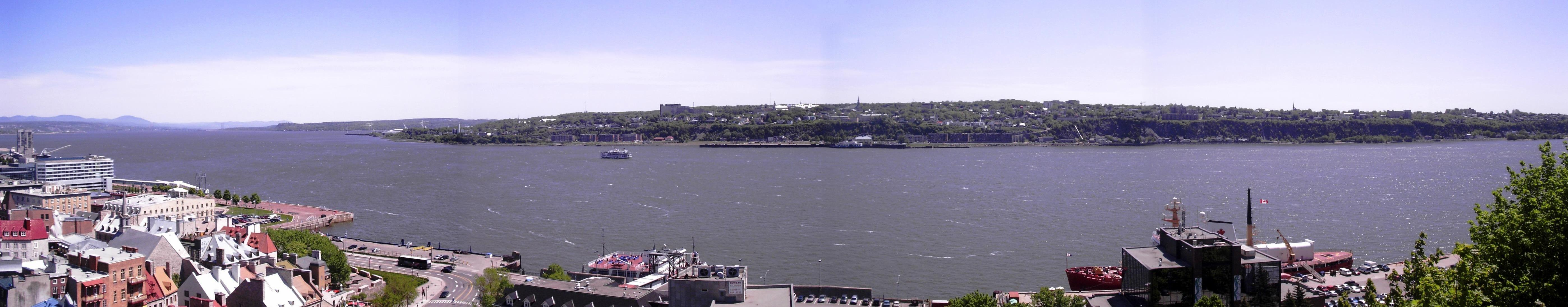
Vue panoramique sur le Saint-Laurent et la Rive-Sud depuis la terrasse